# Rodolfo III di Borgogna
Rodolfo d'Arles, detto il Pio o il Fannullone (970 circa – 6 settembre 1032), fu l'ultimo re del regno di Arles, della dinastia dei vecchi Guelfi.

## Origine
Figlio di Corrado III, secondo re di Arles o delle due Borgogne, e di Matilde di Francia (943-980), figlia del re Luigi IV di Francia, detto d'Oltremare (come ci conferma la Chronica Albrici Monachi Trium Fontium, e, secondo il continuatore del cronista Flodoardo, di Gerberga di Sassonia(913-984), figlia del re di Germania, Enrico I l'Uccellatore. Corrado III di Borgogna era figlio del Re di Borgogna Transgiurana e poi primo Re di Arles o delle due Borgogne, Rodolfo II (come ci conferma l'Herimanni Augiensis Chronicon e della moglie, Berta di Svevia (ca. 907-dopo l'8 aprile 962), detta la Filandina, unica figlia femmina, secondo il cronista Liutprando, del duca di Svevia, Burcardo II, e di sua moglie Regelinda, figlia del conte di Zurigo, Eberardo II.

## Biografia
Nel 993, alla morte del padre, Rodolfo, all'età di venticinque anni, gli succedette sul trono di Arles o delle due Borgogne.
Secondo lo storico francese Paul Fournier il regno di Arles era uno stato nato per volontà politica. Le varie popolazioni che si trovavano sul territorio non erano unite da nessun saldo legame, la struttura del regno era così artificiale che ci volle del tempo, affinché il regno stesso fosse accetto, anche nella sua denominazione. Alla monarchia non mancava solo il titolo ma anche il potere reale; il potere era nelle mani delle signorie ecclesiastiche di Besançon, Lione e Vienne, poi, nelle contee di Vienne, Moriana e Provenza ed infine, verso la fine del secolo anche nella contea di Borgogna (Franca Contea), e nel marchesato di Provenza. Anche per la capitale non vi fu una residenza fissa: Arles era trascurata e i re preferirono risiedere a Vienne, mentre quando si recavano in Borgogna risiedevano a volte a Basilea, ma preferivano i monasteri e le abbazie come San Maurizio d'Agauno.
Secondo la tradizione, Rodolfo fu un re molto debole, che permise agli imperatori della casa di Sassonia di intervenire nelle questioni del regno, rinunciando all'autonomia, che gli costò l'epiteto di fannullone quando era ancora in vita. Ma, nei primi anni di regno, per la verità, cercò di stabilire e rinforzare un'autorità, che, negli ultimi anni del regno di suo padre, era divenuta precaria. Ne nacque una ribellione da parte dei nobili che Rodolfo non seppe domare, e dovette ricorrere all'aiuto dell'imperatore, Ottone III.
Nel 999, la nonna di Ottone, la vecchia imperatrice Adelaide, zia di Rodolfo, accorse in suo aiuto e percorse con lui tutto il regno cercando di pacificare la nobiltà.

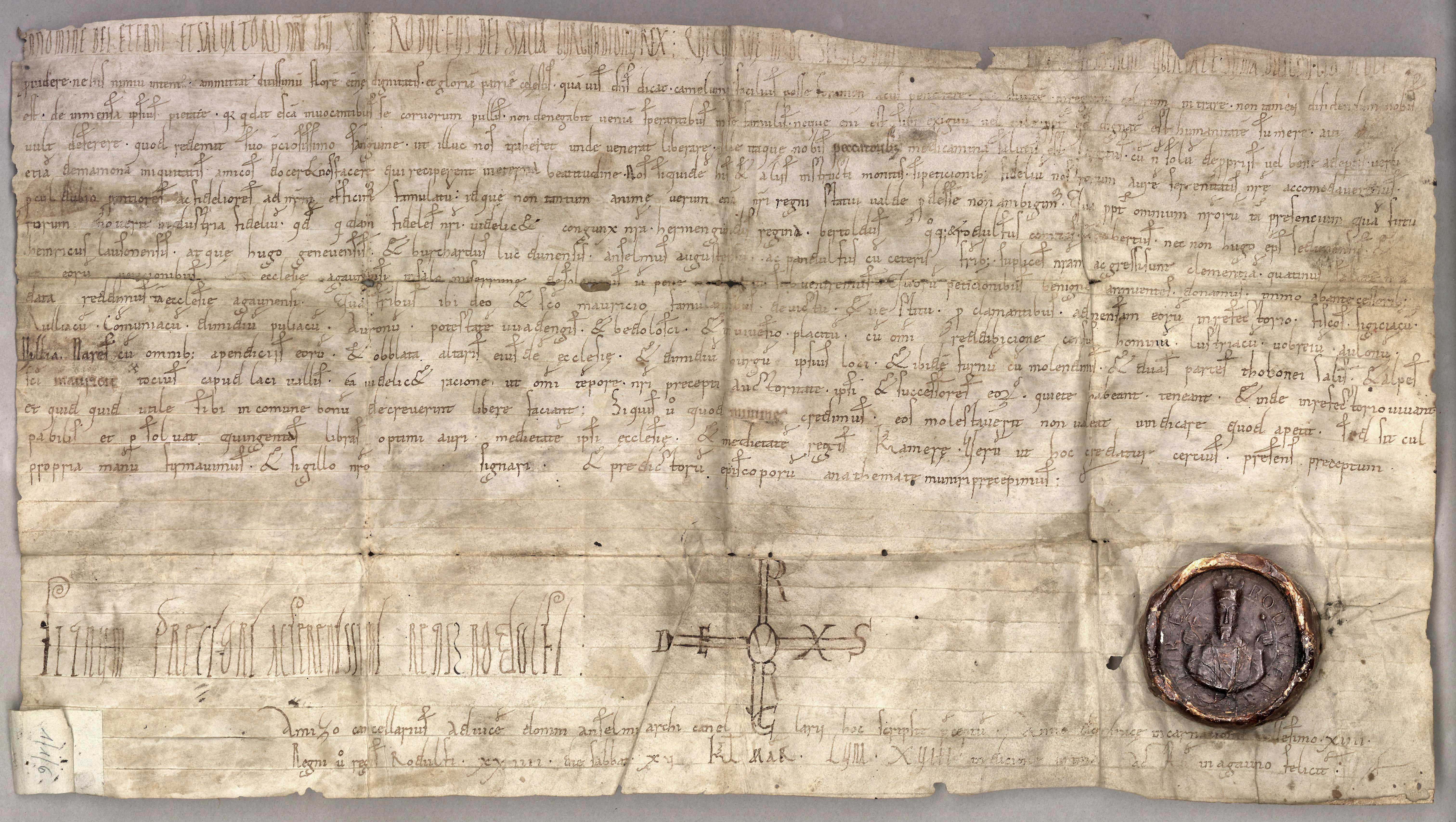
Donazione di Rodolfo III all'abbazia di Saint-Maurice

Ma alla fine di quello stesso anno Adelaide morì, senza aver terminato la sua opera. Due anni dopo morì anche Ottone III. Allora Rodolfo, per ingraziarsi il clero, fece molte donazioni di terre e prerogative reali ai vescovi di Lione, Ginevra e Losanna ed a diverse abbazie, tra cui a quella di San Maurizio d'Agauno. Rodolfo oltre che ingraziarsi il clero, cercava di creare, attraverso i conti-vescovi una nobiltà, priva di aspirazioni dinastiche.
Il documento n° XXXIV, del 1º agosto 1011 del Regesta comitum Sabaudiæ ci conferma una donazione fatta alla cattedrale di san Maurizio di Vienne.

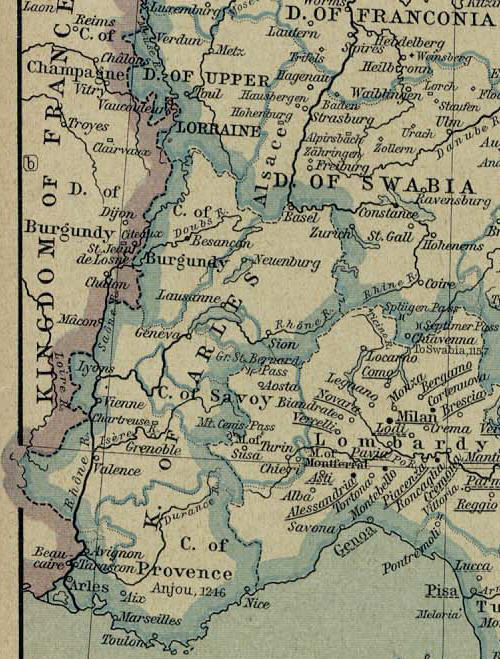
Regno di Arles

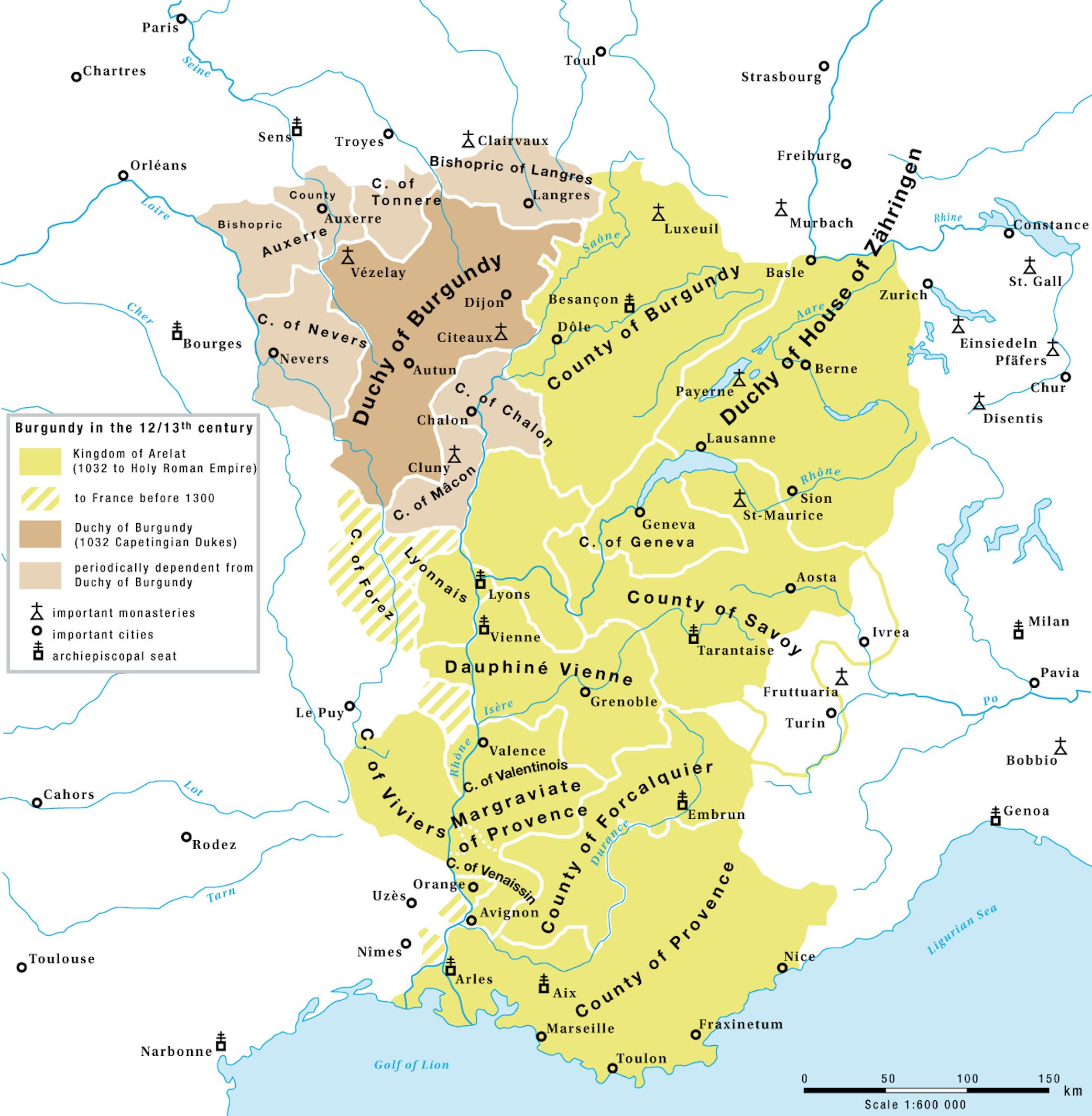
In giallo il regno di Arles alla morte di Rodolfo III

Il successore di Ottone, Enrico II, che era nipote di Rodolfo, si dimostrò subito aggressivo nei confronti del regno di Arles e, nel 1006, si impadronì di Basilea che tenne per parecchi anni. Questa azione fu il primo passo verso la fine dell'indipendenza del regno di Arles perché Enrico II pretese anche che Rodolfo gli giurasse di riconoscerlo suo erede.
Nel 1016, i nobili del regno, guidati dal conte di Borgogna, Ottone Guglielmo, si ribellarono. La ribellione era scoppiata a seguito della nomina del vescovo di Besançon, che contrappose il re Rodolfo al suo vassallo Ottone Guglielmo, che voleva comandare nella sua contea. Rodolfo aveva imposto il suo candidato ma Ottone lo aveva cacciato dalla città, imponendo il suo candidato. Rodolfo allora si rivolse all'imperatore Enrico II, che, a Strasburgo, ricevette l'omaggio di Rodolfo che lo riconobbe come protettore e, nel caso fosse morto senza lasciare un erede legittimo, lo nominò suo erede.
Ottone Guglielmo fu dichiarato decaduto e tutti i suoi beni confiscati, ma non cedette e con i suoi partigiani si trincerò nelle sue fortezze e resistette agli attacchi dell'imperatore, che, poco dopo, dovette abbandonare l'impresa.
L'autorità di Rodolfo non era stata restaurata e dovette venire a patti con i ribelli e annullare i vincoli del trattato di Strasburgo.
Ma l'imperatore reagì e nel 1018, a Magonza, obbligò Rodolfo ed i nobili più in vista a sottomettersi completamente rinnovando solennemente gli impegni presi a Strasburgo.
Nel 1024, alla morte dell'imperatore Enrico II, Rodolfo venne spinto dai nobili del regno a revocare l'impegno preso con il medesimo, otto anni prima e riconfermato sei anni prima. In questa circostanza il conte Oddone II di Blois e di Troyes, figlio di Oddone I di Blois e di Berta di Borgogna, sorella di Rodolfo, con l'appoggio del re di Francia, Roberto il Pio e del duca d'Aquitania, Guglielmo il Grande avanzò le sue pretese al trono, dopo la morte di Rodolfo che, al momento, pur essendo ancora senza eredi, rifiutò di riconoscere Oddone come suo successore.
Nel 1025, il nuovo re di Germania Corrado II il Salico, marito di sua nipote Gisella di Svevia, occupò Basilea per forzarlo a confermargli la successione; Rodolfo si sottomise e, nel 1027, come un vassallo, si recò a Roma e assistette all'incoronazione imperiale di Corrado II. All'incoronazione di Corrado II, da parte di papa Giovanni XIX, era presente, oltre a Rodolfo, anche il re di Danimarca e Inghilterra, Canuto. Corrado, dato che il conte di Borgogna, Ottone Guglielmo, era morto l'anno prima, non aveva che da attendere la morte di Rodolfo e poi prendere possesso del regno di Arles.
Nel (1027), a Muttenz, Corrado aveva ricevuto le insegne reali, la corona e la lancia di san Maurizio, ed era stato riconosciuto ufficialmente erede.
Rodolfo III, secondo l'Herimanni Augiensis Chronicon, morì nel 1032, e lo definì ignavus Burgundiæ regulus (debole piccolo re di Borgogna) e fu tumulato nella Cattedrale di Losanna, senza lasciare eredi legittimi.
L'arcivescovo di Lione, Burcardo II, fratellastro di Rodolfo (?- ca. 1033), contrario alla successione di Corrado, nel giugno del 1032, aveva innescato una rivolta che, dopo la morte di Rodolfo, il 6 settembre, si ampliò con l'appoggio del conte di Ginevra, dell'arcivescovo di Vienne ed altri nobili. La nobiltà si schierò a favore del pretendente più diretto alla successione, il conte Oddone II di Blois. Oddone II, approfittando che Corrado era impegnato in una guerra in Polonia, invase la Borgogna, si impadronì di numerose fortezze e, quando, nel gennaio del 1033, il cugino Corrado II giunse a Basilea, gli tenne testa per oltre un anno, nonostante un'alleanza tra l'imperatore e il re Enrico I di Francia. Solo nel maggio del 1034 la guerra di successione terminò con la conquista di quasi tutte le fortezze da parte di Corrado e la conseguente ritirata, e rinuncia ad ogni pretesa sul regno di Arles di Oddone II. Nel quadro di questi eventi, l'ambizioso conte Umberto Biancamano (o dalle Bianche Mani) ottenne, in contraccambio dei suoi servigi, di essere infeudato da Corrado II del beneficio di alcuni domini, già di Rodolfo III. Da questi territori si sarebbe sviluppata la contea di Savoia, primo nucleo del dominio di Casa Savoia.

## Ascendenza
|                         |                       |                        | Genitori                |  |  | Nonni |  |  | Bisnonni              |  |  | Trisnonni              |  |
|                         |                       |                        |                         |  |  |       |  |  | Rodolfo I di Borgogna |  |  | Corrado II di Borgogna |  |
|                         |                       |                        |                         |  |  |       |  |  | Rodolfo I di Borgogna |  |  | Corrado II di Borgogna |  |
|                         |                       | Waldrada               |                         |  |  |       |  |  | Rodolfo I di Borgogna |  |  |                        |  |
| Rodolfo II di Borgogna  |                       |                        |                         |  |  |       |  |  | Rodolfo I di Borgogna |  |  |                        |  |
|                         |                       | Willa di Provenza      | Bosone I di Provenza    |  |  |       |  |  |                       |  |  |                        |  |
|                         |                       | Willa di Provenza      | Bosone I di Provenza    |  |  |       |  |  |                       |  |  |                        |  |
|                         |                       | Willa di Provenza      | Richilde                |  |  |       |  |  |                       |  |  |                        |  |
| Corrado III di Borgogna |                       | Willa di Provenza      |                         |  |  |       |  |  |                       |  |  |                        |  |
|                         |                       | Burcardo II di Svevia  | Burcardo I di Svevia    |  |  |       |  |  |                       |  |  |                        |  |
|                         |                       | Burcardo II di Svevia  | Burcardo I di Svevia    |  |  |       |  |  |                       |  |  |                        |  |
|                         |                       | Burcardo II di Svevia  | Liutgarda di Sassonia   |  |  |       |  |  |                       |  |  |                        |  |
| Berta di Svevia         |                       | Burcardo II di Svevia  |                         |  |  |       |  |  |                       |  |  |                        |  |
|                         |                       | Regelinda              | Eberardo I di Zurigo    |  |  |       |  |  |                       |  |  |                        |  |
|                         |                       | Regelinda              | Eberardo I di Zurigo    |  |  |       |  |  |                       |  |  |                        |  |
|                         |                       | Regelinda              | …                       |  |  |       |  |  |                       |  |  |                        |  |
| Rodolfo III di Borgogna |                       | Regelinda              |                         |  |  |       |  |  |                       |  |  |                        |  |
|                         | Carlo III il Semplice | Luigi II di Francia    |                         |  |  |       |  |  |                       |  |  |                        |  |
|                         | Carlo III il Semplice | Luigi II di Francia    |                         |  |  |       |  |  |                       |  |  |                        |  |
|                         | Carlo III il Semplice | Adelaide del Friuli    |                         |  |  |       |  |  |                       |  |  |                        |  |
| Luigi IV di Francia     | Carlo III il Semplice |                        |                         |  |  |       |  |  |                       |  |  |                        |  |
|                         |                       | Eadgifu d'Inghilterra  | Edoardo il Vecchio      |  |  |       |  |  |                       |  |  |                        |  |
|                         |                       | Eadgifu d'Inghilterra  | Edoardo il Vecchio      |  |  |       |  |  |                       |  |  |                        |  |
|                         |                       | Eadgifu d'Inghilterra  | Elfleda                 |  |  |       |  |  |                       |  |  |                        |  |
| Matilde di Francia      |                       | Eadgifu d'Inghilterra  |                         |  |  |       |  |  |                       |  |  |                        |  |
|                         |                       | Enrico I l'Uccellatore | Ottone I di Sassonia    |  |  |       |  |  |                       |  |  |                        |  |
|                         |                       | Enrico I l'Uccellatore | Ottone I di Sassonia    |  |  |       |  |  |                       |  |  |                        |  |
|                         |                       | Enrico I l'Uccellatore | Edvige di Babenberg     |  |  |       |  |  |                       |  |  |                        |  |
| Gerberga di Sassonia    |                       | Enrico I l'Uccellatore |                         |  |  |       |  |  |                       |  |  |                        |  |
|                         |                       | Matilde di Ringelheim  | Teodorico di Ringelheim |  |  |       |  |  |                       |  |  |                        |  |
|                         |                       | Matilde di Ringelheim  | Teodorico di Ringelheim |  |  |       |  |  |                       |  |  |                        |  |
|                         |                       | Matilde di Ringelheim  | Rinilde di Frisia       |  |  |       |  |  |                       |  |  |                        |  |
|                         |                       | Matilde di Ringelheim  |                         |  |  |       |  |  |                       |  |  |                        |  |

## Matrimoni e discendenza
Prima del 994, Rodolfo aveva sposato Ageltruda, (?-prima del 18 febbraio 1011), come risulta dai documenti 76 e 93 dei Regum Burgundiae et Stirpe Rudulfina Diplomata et Acta. Ageltruda, secondo lo storico francese Thierry Stasser era la figlia del Principe di Capua e Principe di Benevento poi anche Duca di Spoleto e Principe di Salerno, Pandolfo I detto Testadiferro, e dalla quale non ebbe figli.
Di Rodolfo non si conosce discendenza.
Nel 1011, Rodolfo, prima del 24 aprile, sposò Ermengarda (?-dopo il 27 agosto 1057), forse parente prossima (alcuni storici sostengono addirittura la sorella) del conte di Savoia Umberto I Biancamano (980-1048), al quale il re fece dono di alcuni territori, che si trovavano tra Aix-les-Bains e la Savoia, i quali passarono sotto il governo del conte. Ermengarda era anche lei al secondo matrimonio, avendo sposato in prime nozze il marchese di Provenza, Rotboldo III.
Anche dalla seconda moglie, Ermengarda, Rodolfo non ebbe figli.
Di Rodolfo si conosce un unico discendente, avuto da un'amante di cui non si conoscono né il nome né gli ascendenti:
- Ugo (?- 31 agosto 1038), vescovo di Losanna[10].

### Fonti primarie
- (LA)  Recueil des chartes de l'abbaye de Cluny, tomus II.
- (LA)  Monumenta Germaniae Historica, Scriptores, tomus V.
- (LA)  Monumenta Germaniae Historica, Scriptores, tomus III.
- (LA)  Monumenta Germaniae Historica, Scriptores, tomus XXIII.
- (LA)  Monumenta Germaniae Historica, Scriptores, tomus VIII.
- (LA)  Regesta comitum Sabaudiæ.
- (LA)  Monumenta Germaniae Historica, Regum Burgundiae et Stirpe Rudulfina Diplomata et Acta.

### Letteratura storiografica
- Louis Halphen, "La Francia nell'XI secolo", cap. XXIV, vol. II (L'espansione islamica e la nascita dell'Europa feudale) della Storia del Mondo Medievale, 1979, pp. 770–806.
- Louis Halphen, "Il regno di Borgogna", cap. XXV, vol. II (L'espansione islamica e la nascita dell'Europa feudale) della Storia del Mondo Medievale, 1979, pp. 807–821.
- Austin Lane Poole, "L'imperatore Enrico II", cap. V, vol. IV (La riforma della chiesa e la lotta fra papi e imperatori) della Storia del Mondo Medievale, 1979, pp. 126–169.
- Edwin H. Holthouse, "L'imperatore Corrado II", cap. VI, vol. IV (La riforma della chiesa e la lotta fra papi e imperatori) della Storia del Mondo Medievale, 1979, pp. 170–192.
- Paul Fournier, "Il regno di Borgogna o d'Arles dal XI al XV secolo", cap. XI, vol. VII (L'autunno del medioevo e la nascita del mondo moderno) della Storia del Mondo Medievale, 1981, pp. 383–410.